# Justo S. López de Gomara
Justo Sanjurjo y López de Gomara (Madrid, 1859-Buenos Aires, 1923) fue un escritor y periodista español, emigrado a Argentina.

## Biografía
Nacido en Madrid en 1859, era hijo de una mujer natural de Brihuega, localidad con la que se le relaciona. Emigró a Argentina en 1880. Establecido en Buenos Aires, cultivó allí el teatro y la novela, además de dirigir el periódico El Correo Español. Sanjurjo, que también habría sido banquero, colaboró en La Ilustración Española, además de en otras publicaciones periódicas españolas y argentinas. Falleció en 1923 en Buenos Aires.

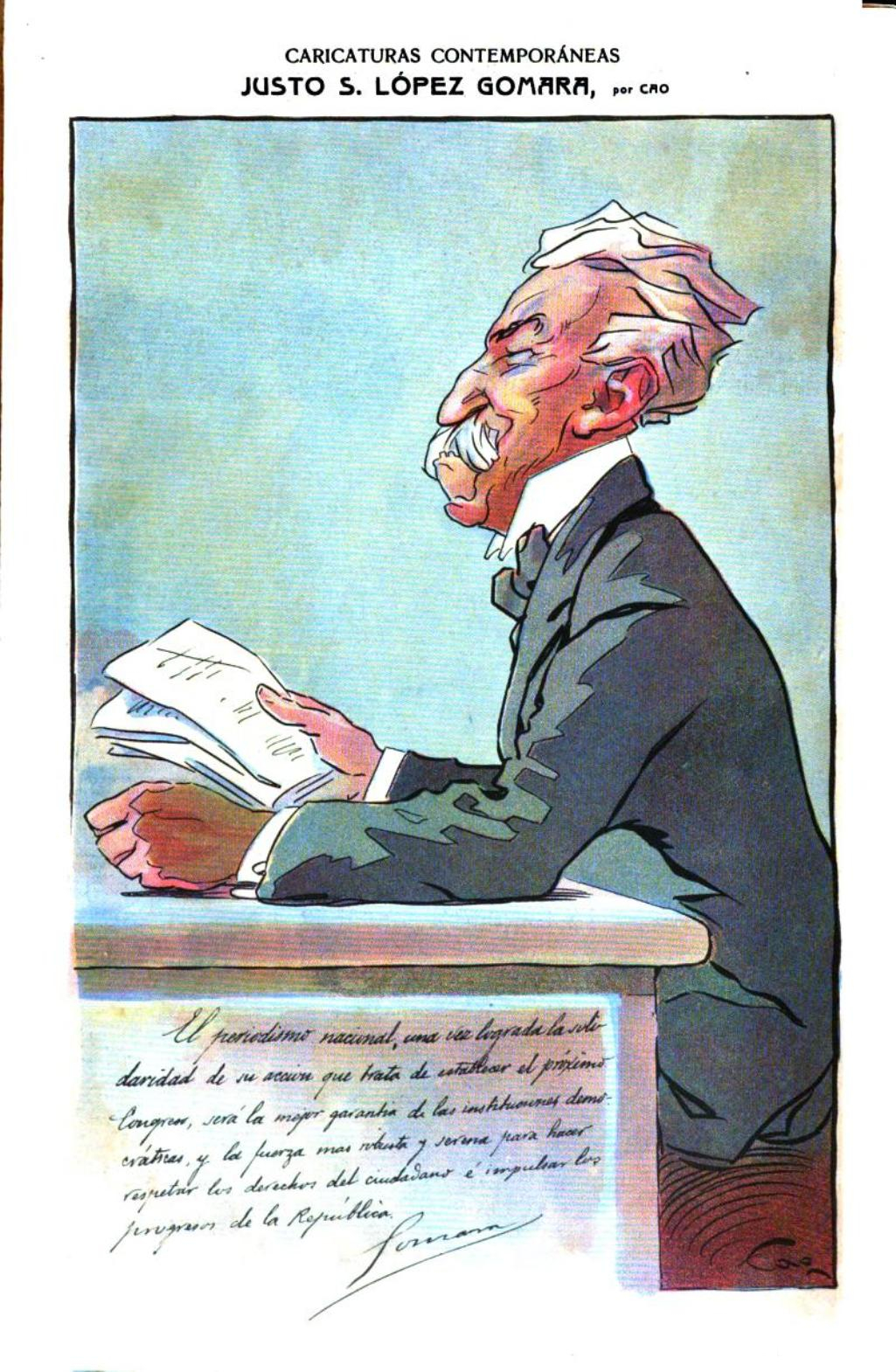
Retratado por Cao en la revista argentina Caras y Caretas (1907)

Fue autor de títulos como El regreso del soldado (1875), Sentimientos (poesías, 1875), En el crimen el castigo (drama, 1876), Ideas (1876), Religión nacional (1878), Luchas morales (drama, 1879), Los corazones (novela, 1879), Las justicias de la tierra (drama, 1883), Gauchos y gringos (comedia, 1884), Guía gral. de los españoles en la Rep. Arg. (1884-1885), Locuras humanas (1886), El submarino Peral (1888), De paseo en Buenos Aires (revista teatral, 1888), Mar del Plata ilustrado (1889), Amor y patria (drama, 1890), Valor cívico (drama, 1890), Cartas íntimas (1890-1891), El baúl de la novia (juguete, 1891), La domadora (comedia, 1891), La ciencia del bien y del mal (1891), Curupayty (drama, 1892), Tetúan (1892), Planchas y títeres (juguete, 1893), La nueva doctrina (1893), El legado del tío (1893), Cuento de amor (1894), Esbozos (novelas cortas, 1895), Renglones cortos (versos, 1896-1901), Cuentos abstractos (1896), Cuentos reales (1897), Primas y nebulosas (1898), En guerra (sonetos, 1898), Ceres, maestra (1898), El municipio autónomo y productor (1898), Educación democrática (1899), Castelar (1899), Influencia de la mujer en la conquista de América (1899), La toga y el azadón (comedia, 1900), Comercio hispanoargentino (1900), Leyes de honra (1901), Savonarola (1901), Orgullo de raza (1901), La muñeca (juguete, 1902), Melindres de enamorada (comedia, 1904), La sombra del presidio (drama, 1908) y Digesto municipal.